# Pièce commémorative de 1 dollar américain du Monument des forces de l'ordre
La pièce commémorative de 1 dollar américain du Monument des forces de l'ordre est une pièce commémorative, non circulante, émise par la Monnaie des États-Unis en 1997 et frappée par la Monnaie de Philadelphie.
Elle est autorisée par la loi 104-329 du 20 octobre 1996, qui prévoit l'émission d'une pièce pour honorer le service et le sacrifice des agents de la loi et de leurs familles, à l'occasion du sixième anniversaire du monument érigé à Washington en mémoire des plus de 14 000 hommes et femmes qui ont perdu la vie en service.

## Contexte
Donald J. Guilfoil, un détective de l'association de bienfaisance de la police du comté de Suffolk, lance la législation fédérale visant à établir un mémorial national de la police en 1972. Le représentant Mario Biaggi, autrefois un officier de police très décoré, reprend ensuite la cause et s'associe au sénateur démocrate de Rhode Island Claiborne Pell pour établir le mémorial national afin d'honorer tous les agents de la force publique américains tombés au service de leur devoir,.
La législation autorisant le mémorial est promulguée en octobre 1984. Dix-neuf organisations nationales de forces de l'ordre sont responsables de l'adoption de la législation, ainsi que de la conception du mémorial, de la recherche du site pour construire le mémorial et de la collecte des fonds nécessaires à sa construction.

## Dessin
Sur l'avers de la pièce, une œuvre d'Alfred Maletsky reproduit une photographie de Larry Ruggier dans laquelle les agents Kelcy Stefansson et Robert Chelsey du Service des parcs nationaux touchent du bout des doigts le nom d'un camarade tombé. L'avers est complété par les devises habituelles de la monnaie américaine, LIBERTY et IN GOD WE TRUST, ainsi qu'une légende liée au thème commémoré : NATIONAL LAW ENFORCEMENT OFFICERS MEMORIAL. Le revers, créé par le même graveur, est caractérisé par l'emblème du Monument aux Agents de la Loi, composé d'un bouclier traversé par une rose, symbolisant les sacrifices accomplis par les agents des forces de sécurité. Sous le bouclier se trouve la légende TO SERVE AND PROTECT (servir et protéger) et la devise E PLURIBUS UNUM. En haut du revers, le nom du pays UNITED STATES OF AMERICA, et en bas, la valeur faciale, ONE DOLLAR,.

## Production et vente
La loi qui autorisE l'émission de ces pièces commémoratives prévoit une émission maximale de 500 000 exemplaires. La pièce est produite à la Monnaie de Philadelphie, tant dans sa version brillant universel que dans sa version belle épreuve, et elle est disponible à l'achat par le public du 19 septembre 1997 au 15 décembre 1998,.
Étant donné que les ventes n'ont pas répondu aux estimations initiales, sa production finale est de seulement 28 575 pièces dans sa condition brillant universel et de 110 428 en version belle épreuve, ce qui totalise 139 003 exemplaires.
La pièce est commercialisée au prix de 32 dollars en condition brillant universel et 37 dollars en version belle épreuve. Dix dollars de chaque vente sont destinés au National Law Enforcement Officers Memorial Fund, pour l'entretien du monument dédié aux agents décédés et pour établir un fonds de bourses d'études pour les familles de ces agents.